# فلینا (بریکینگ بد)
«فِلینا» (انگلیسی: Felina) شانزدهمین و آخرین قسمت از فصل پنجم مجموعهٔ تلویزیونی بریکینگ بد است که در ۲۹ سپتامبر ۲۰۱۳ در شبکه ای‌ام‌سی پخش شد. بعد از این قسمت، فیلم ال کامینو: فیلم بریکینگ بد به‌عنوان دنباله‌ای برای این مجموعه ساخته شد. این فیلم در ۱۱ اکتبر ۲۰۱۹ در نتفلیکس در دسترس قرار گرفت.
این قسمت به عنوان یکی از بهترین پایان‌های سریال در تاریخ بوده‌است و امتیاز ۹٫۹ از آی‌ام‌دی‌بی دریافت کرده‌است.
داستان این قسمت شامل فرار والت از تعقیب در سراسر کشور است تا به نیومکزیکو بازگردد و سود باقی مانده از امپراتوری غیرقانونی مت‌آمفتامین خود را به خانواده اش برساند. او همچنین از گروه برادری آریایی که پول او را گرفتند، باجناقش هنک را کشتند، جسی را به اسارت گرفتند و خانواده‌اش را تهدید کردند انتقام گرفت. والت که می‌دانست که سرطان ریه‌اش به زودی او را خواهد کشت دوباره با آشنایان قبلی خود ملاقات کرد تا کارهایش را حل و فصل کند و خود را برای تعارض و در نهایت مرگ آماده کند.
پس از پخش، «فلینا» با استقبال گسترده منتقدان مواجه شد. بسیاری از منتقدان آن را یکی از بهترین قسمت‌های آخر سریال‌ها در تمام دوران نامیدند.

## داستان
والتر وایت ماشینی را می‌دزدد، به نیومکزیکو بازمی‌گردد و شوارتزها را غافلگیر می‌کند. او ادعا می‌کند که قاتل را استخدام کرده‌است و گورگن و پیت لاغر آنها را با اشاره‌گرهای لیزری که شبیه به تفنگ هستند می‌ترسانند. والت آن‌ها را مجبور می‌کند ۹٫۷۲ میلیون دلار باقی‌مانده‌اش را به امانتی برای والتر وایت جونیور بگذارند. او به گورگن و پیت پول می‌دهد، تأیید می‌کند که مت آبی هنوز توزیع می‌شود و استنباط می‌کند که جسی پینکمن زنده است.
والت رایسین را از خانه متروک خود بازیابی می‌کند، یک مسلسل ام۶۰ را به یک برجک چرخان در صندوق عقب ماشینی که اکنون در حال رانندگی است متصل می‌کند و آن را به دکمه باز کردن از راه دور ماشینی که در نیو همپشایر دزدیده‌است متصل می‌کند. او جلسه کافی شاپ تاد و لیدیا را قطع می‌کند و آنچه را که ادعا می‌کند فرمولی برای مت بدون متیل آمین است ارائه می‌دهد. لیدیا وانمود می‌کند که علاقه‌مند است بنابراین والت با جک ملاقات می‌کند، زیرا می‌داند که جک او را خواهد کشت.
ماری شریدر با اسکایلر وایت تماس می‌گیرد تا به او هشدار دهد که والت در البوکرکی است. والت حالا با اسکایلر است و بلیط بخت آزمایی حاوی مختصات قبر هنک و استیو را به او می‌گذارد که به او توصیه می‌کند از آن برای به دست آوردن یک معامله رضایت‌بخش استفاده کند. او اعتراف می‌کند که علی‌رغم ادعای اینکه برای تأمین مخارج خانواده‌اش شیشه تولید کرده‌است، اما این کار را برای رضایت خود انجام داده‌است. اسکایلر به والت اجازه می‌دهد هالی خوابیده را ببیند و او بعداً از دور تماشا می‌کند که والتر جونیور از مدرسه به خانه می‌رسد.
والت در کنار مقر مجتمع جک پارک می‌کند. جک دستور کشتن او را می‌دهد و والت جک را متهم می‌کند که در اجرای اعدام جسی که والت هزینه آن را پرداخت کرده‌است، شکست خورده‌است. جک می‌تواند ثابت کند جسی اسیر است. والت جسی را به زمین می‌اندازد و از راه دور مسلسل را شلیک می‌کند. همه به جز جک، تاد، جسی و والت کشته می‌شوند. جسی با غل و زنجیر تاد را خفه می‌کند و سپس با کلیدهای تاد خود را آزاد می‌کند. جک برای جلوگیری از انتقام والت میخواهد با او مذاکره کند تا در قبال گفتن جای پول ها نجات پیدا کند، اما والت او را می‌کشد. والت مجروح از جسی می‌خواهد که او را بکشد اما جسی می‌گوید اگر می‌خواهد بمیرد باید خودش این کار را انجام دهد.
والت تلفن تاد را پاسخ می‌دهد و به لیدیا می‌گوید که او به زودی خواهد مرد زیرا استیویای کافی شاپ او را مسموم کرده‌است. جسی و والت قبل از فرار جسی با شورلت ال کامینوی تاد، یک نگاه خداحافظی رد و بدل می‌کنند. والت قبل از مرگ تجهیزات آزمایشگاهی را تحسین می‌کند. پلیس در حالی که او بی حرکت دراز کشیده‌است هجوم می‌آورد و لبخند خفیفی از رضایت روی صورت او نقش می‌بندد.

## تولید

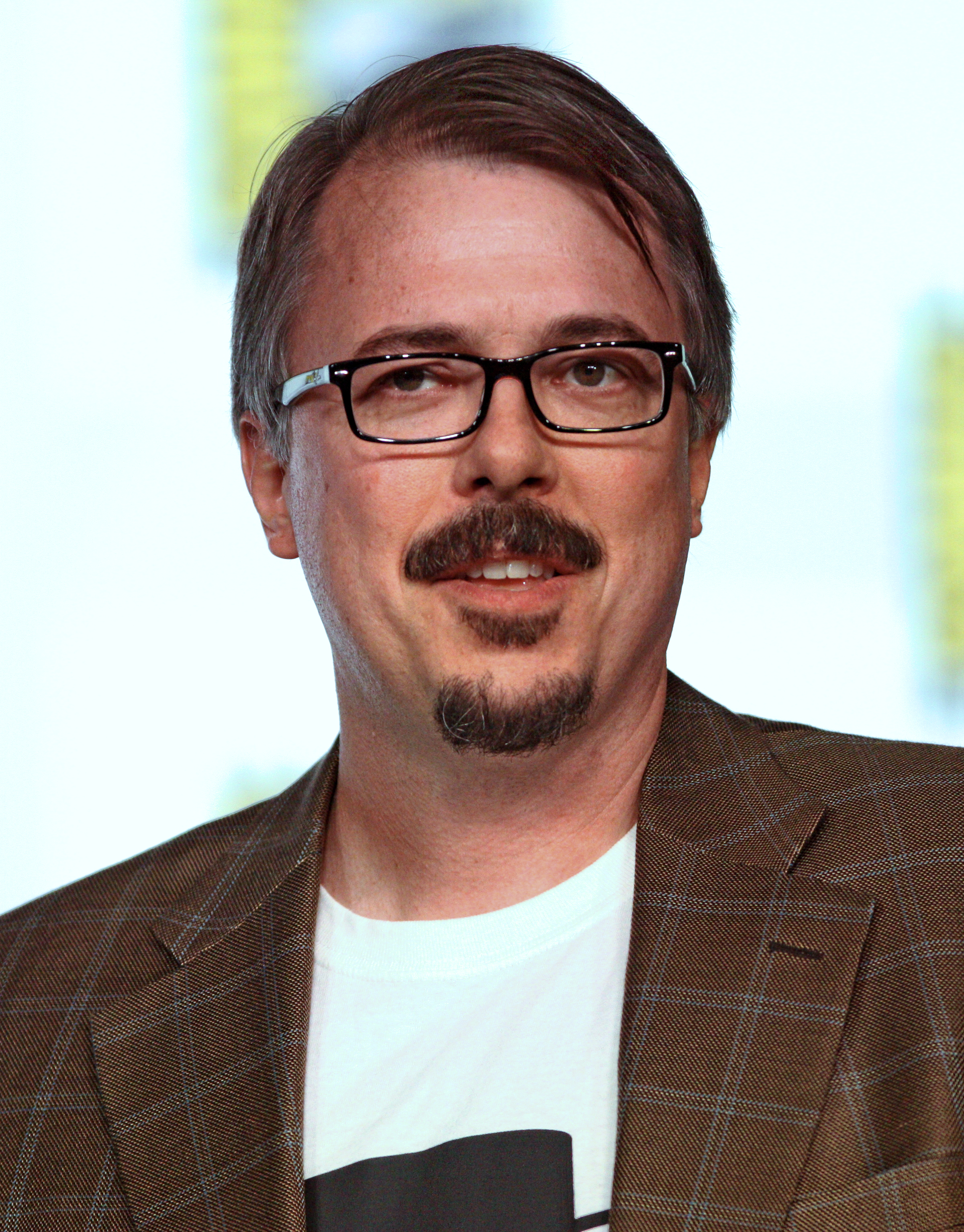
وینس گیلیگان در کامیک کان ۲۰۱۲ در سن دیگو.

طبق گفته کرانستون، تولید فلینا و سریال برکینگ بد در ۲ آوریل ۲۰۱۳ به پایان رسید. این قسمت توسط وینس گیلیگان، خالق سریال نوشته و کارگردانی شده‌است.

### موسیقی
موسیقی بیبی بلو از بدفینگر در سکانس پایانی این قسمت پخش می‌شود. به گفتهٔ وینس گیلیگان، خالق سریال، این موسیقی اشاره به مادهٔ آبی‌رنگ با کیفیتی دارد که والتر وایت در طول فصل‌های قبل تولید کرده بود و زندگی او به عنوان یک سلطان مواد مخدر را نشان می‌دهد که در نهایت از آن لذت برده‌است.

### نام‌گذاری عنوان
عنوان قسمت فلینا با الهام از شخصیت فلینا از آهنگ "El Paso" ساخته Marty Robbins ساخته شده‌است که در داستان این قسمت نقش مهمی دارد.
همچنین تعدادی نظریه توسط طرفداران در مورد اهمیت عنوان وجود دارد: کلمه فلینا (Felina) را می‌توان به سه نماد مختلف از عناصر شیمیایی موجود در جدول تناوبی تقسیم کرد: آهن (Fe)، لیتیم (Li) و سدیم (Na). این عنوان توسط برخی به عنوان «خون، شیشه و اشک» تعبیر شد؛ زیرا آهن عنصر غالب در خون است، لیتیم در تولید مت آمفتامین (شیشه) استفاده می‌شود و سدیم از اجزای اشک چشم انسان است.